# Крюгер, Мария
Мария Крюгер (пол. Maria Krüger; 6 сентября 1904, Варшава — 13 августа 1999, там же) — польская писательница и журналистка. Наиболее известна как автор книг для детей и юношества.

## Биография и творчество
Мария Крюгер родилась 6 сентября 1904 года в Варшаве. Родоначальники польских Крюгеров прибыли в Польшу из Голландии в XVIII веке. Отцом Марии был писатель и публицист Эдмунд Крюгер, известный под псевдонимом Эдмунд Езерский. Сестра Марии Халина, в замужестве Белиньская, стала режиссёром мультипликационных фильмов и иллюстратором детских книг.
С 1924 по 1929 год Мария училась в варшавской Академии политических наук; затем на протяжении трёх лет изучала полонистику и право в Варшавском университете. Учёбу совмещала с работой в издательствах Trzaska, Evert i Michalski и Nasza Księgarnia. С 1930-х годов работала журналисткой в различных периодических изданиях; публиковала рассказы и стихи для детей в журналах «Płomyk» и «Płomyczek». В годы немецкой оккупации Польши Мария Крюгер сотрудничала с демократической группой «Epoka»; в 1944 году принимала участие в Варшавском восстании. Несмотря на тяготы военного времени, продолжала писать и в 1945 году опубликовала повесть для подростков «Szkoła narzeczonych» («Школа невест»).
После войны Крюгер некоторое время работала в Министерстве культуры и искусств, затем в Министерстве иностранных дел. С 1946 по 1948 год была корреспонденткой польского радио в Берне (Швейцария). Вернувшись в Польшу, возглавляла отдел детских программ на польском радио и работала на телевидении, где, в частности, создала одну из самих популярных детских передач «Miś z okienka» («Мишка из окошка»).
В 1959 году было издано самое знаменитое произведение Марии Крюгер — повесть «Karolcia» о приключениях восьмилетней девочки, нашедшей волшебную голубую бусинку. Бусинка способна исполнить любое желание, однако с каждым исполненным желанием уменьшается; кроме того, за ней ведёт охоту злая волшебница Филомена. Повесть имела большой успех, и по просьбам читателей и издательства Крюгер написала продолжение — «Witaj, Karolciu» (1970) — в котором вместо голубой бусинки появляется волшебный мелок: всё нарисованное им становится настоящим. Обе книги были переведены на множество языков, в том числе на русский под названиями «Голубая бусинка» (1961) и «Привет, Каролинка!» (1973).
Бо́льшая часть книг Марии Крюгер адресована детям десяти-двенадцати лет. Помимо дилогии о Каролинке, среди них наиболее известны повести «Klimek i Klementynka» (1962), вошедшая в программу по литературе для младших школьников, и «Ucho, dynia, sto dwadzieścia pięć!» («Ухо, дыня, сто двадцать пять!», 1964), пользовавшаяся большой популярностью. Однако Крюгер писала также и для молодёжи, в том числе исторические рассказы, повести (из которых наиболее известна «Godzina pąsowej róży» — «Время пунцовой розы») и сборник польских легенд. Ряд её книг экранизирован; снятый в 1963 году по повести «Время пунцовой розы» одноимённый фильм стал лауреатом Международного кинофестиваля для детей и юношества в Венеции и получил поощрительную премию на Каннском кинофестивале.
Мария Крюгер умерла 13 августа 1999 года. Похоронена на Повонзковском кладбище в Варшаве.